# Steven Messner
Steven F. Messner (* 1951) ist ein US-amerikanischer Soziologe und Kriminologe. Er lehrt als Professor an der Universität von Albany und gehört zum akademischen Beirat des Instituts für interdisziplinäre Konflikt- und Gewaltforschung der Universität Bielefeld. Steven F. Messner ist zudem Mitherausgeber des International Journal of Conflict and Violence. Im Jahr 2011 war er Präsident der Amerikanischen kriminologischen Vereinigung.

## Leben
Messner studierte bis zum B.A.-Examen 1973 an der Columbia-Universität, erlangte 1976 einen M.A.-Abschluss an der Princeton-Universität und wurde ebendort 1978 zum Ph.D. promoviert. Nach Lehrtätigkeiten als wissenschaftlicher Assistent an der Columbia-Universität, der Universität von Albany und einem Semester als Gastprofessor an der chinesischen Nankai-Universität wurde er erst außerplanmäßiger Professor und 1993 ordentlicher Professor für Soziologie an der Universität von Albany.
Messners Forschungsschwerpunkte bestehen in einer Weiterentwicklung der Anomie-Theorie und der internationalen Gewaltforschung. Gemeinsam mit Wilhelm Heitmeyer, Douglas Massey, James Sidanius und Michel Wieviorka gibt er das International Journal of Conflict and Violence heraus.

## Institutionelle Anomie-Theorie
Gemeinsam mit Richard Rosenfeld entwickelte Messner eine Institutionelle Anomietheorie, die darauf abhebt, dass sich die gesellschaftlichen Ziele massiv zum Ökonomischen hin verschoben haben und die gesellschaftlichen Mittel sich den monetären Wünschen anpassen. Die nichtökonomischen Institutionen (wie etwa Familie, Erziehung, Politik) seien nur noch unzureichend in der Lage, das kriminogene kulturelle Druckphänomen, nämlich die Überbewertung wirtschaftlichen Erfolges, zu bremsen. Das entstandene institutionelle Ungleichgewicht drücke sich dadurch aus, dass nichtökonomische Rollen und Funktionen entwertet werden, dass Anpassung an ökonomische Erfordernisse weit über die wirtschaftliche Sphäre hinaus verlangt wird und dass ökonomische Standards auch zu Standards der nichtökonomischen Institutionen werden. Damit sei die institutionelle Kontrolle der Mitglieder der Gesellschaft untergraben.

## Schriften (Auswahl)
- Mit Richard Rosenfeld: Crime and the American Dream, 5. Auflage, Belmon: Wadsworth, 2013 (Erste Auflage 1994).
- Mit Richard Rosenfeld: Crime and the Economy. London: Sage Publications, 2013.